# Двали, Рафаэл Рафаэлович
Рафаэл Рафаэлович Двали (груз. რაფიელ რაფიელის ძე დვალი, 4 апреля 1909, Зестафони, Кутаисская губерния — 1985) — советский учёный в области механики. Доктор технических наук, профессор, академик Академии наук Грузинской ССР, почётный член Академии наук Германской Демократической Республики. Государственный деятель.

## Биография
- в 1931 после окончания Грузинского политехнического института работает конструктором и преподавателем Грузинского сельскохозяйственного института.
- с 1943 преподаватель Грузинского политехнического института, а с 1956 по 1958 год — ректор этого института
- в 1955 избран академиком Академии наук Грузинской ССР
- в 1958 избирается вице-президентом Академии наук Грузинской ССР
- с 1960 на партийной работе, кандидат в члены ЦК КП Грузии
- С 26 апреля 1963 по 12 июля 1971 — Председатель Верховного Совета Грузинской ССР
- с 1972 директор Института механики машин Академии наук Грузинской ССР
- в 1973 году удостоен Государственной премии Грузинской ССР за монографию «Теория трактора», опубликованную в 1970 году.

Похоронен на Сабурталинском кладбище